# West Fourth Street-Washington Square (metrostation)
West Fourth Street-Washington Square is een station van de metro van New York aan de Sixth Avenue Line en de Eighth Avenue Line in Manhattan. De lijnen  maken gebruik van dit station.
 ·  ·  ·  ·  ·  ·  ·  ·  · 